# Morris Isis
O  Morris Isis é um modelo compacto produzido pela British Motor Corporation.